# 菝葜木科
菝葜木科（学名：Luzuriagaceae）也叫萎瓣花科，共有4属7种，分布在南美洲、南非和东南亚的太平洋岛屿上。
本科植物为灌木或藤本，单叶互生；小花，花瓣3；果实为蒴果或浆果。

## 下级分类
本科包括以下属：
- 林珠草属 Drymophila
- 袋熊果属 Eustrephus
- Geitonplesium
- 菝葜木属 Luzuriaga